# بلوچستان افغانستان

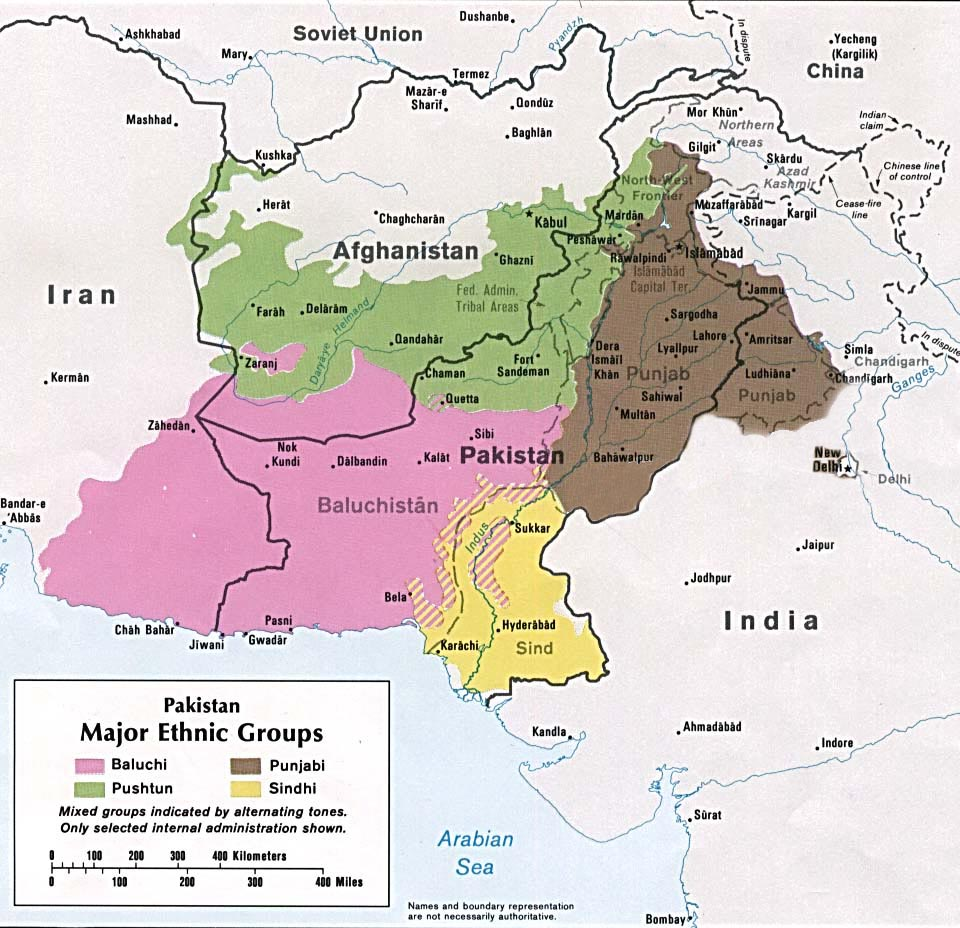
اقوام عمده ساکن پاکستان و مناطق اطراف در سال ۱۹۸۰ میلادی؛ بلوچ‌ها به رنگ صورتی نشان داده شده‌اند.

بلوچستان افغانستان یا بلوچستان شمالی (بلوچی: گۏریچی بلۏچستان)منطقه‌ای خشک و کوهستانی است که بخشی از جنوب و جنوب غربی افغانستان را در بر می‌گیرد. این منطقه تا جنوب شرقی ایران و غرب پاکستان امتداد دارد و به نام مردم بلوچ شناخته می‌شود.

## جغرافیا
بلوچستان افغانستان شامل کل ولایت نیمروز، جنوب ولایت هلمند و جنوب ولایت قندهار است.

## تاریخچه
میر نصیرخان بلوچ فرمانروای دولت خانات کلات یکی از برجسته‌ترین و تأثیرگذارترین فرمانروایان خانات کلات بود. او نقش مهمی در تحکیم قدرت بلوچ، متحد کردن قبایل بلوچ و شکل دادن به ساختار سیاسی و اداری خانات ایفا کرد.
مرز های بلوچستان در زمان سلطنت نصیر خان بلوچ در کشورهای امروزی پاکستان، ایران و افغانستان امتداد داشت. حدود گستره مرز های بلوچستان در آن عهد از شمال به نیمروز، هلمند و بخش هایی از قندهار(بلوچستان افغانستان)، در شرق تا پنجاب شامل دره غازی خان، در جنوب سواحل مکران در امتداد دریای عرب از کراچی تا بندرعباس و در غرب شامل بلوچستان ایران (استان سیستان و بلوچستان، جنوب کرمان، شرق هرمزگان تا بندرعباس) بود.
منطقه بلوچستان افغانستان تا قبل از استعمار و تقسیم بلوچستان توسط هند بریتانیا جزء اراضی خانات کلات که در اواخر قرن ۱۹ بخشی از وسعت خود را به ایران قاجاری و امارت افغانستان از دست داد.

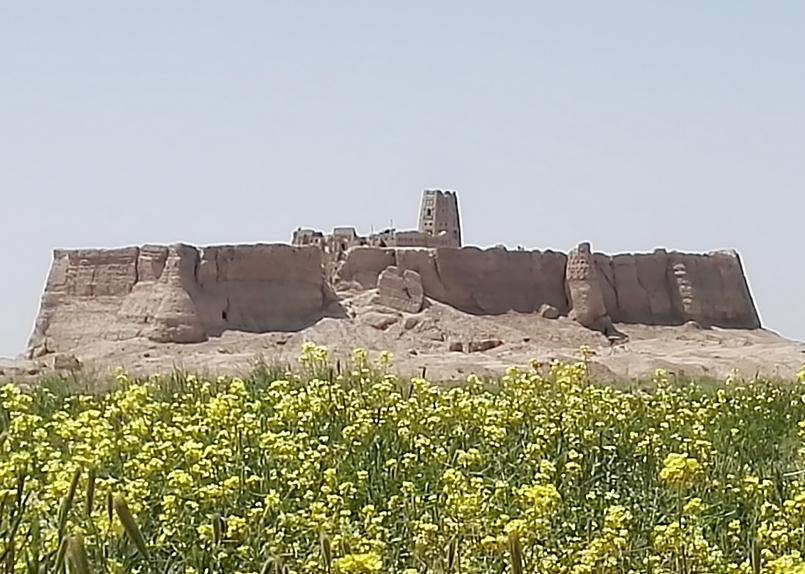
قلعه ابراهیم‌خان سنجرانی در چخانسور مقر فرمانروایی خوانین بلوچ بر سیستان بود و کمال خان و ابراهیم خان سنجرانی در تاریخ معاصر بر سیستان حکمرانی می‌کردند.

خاندان سنجرانی خاندانی بود که از اوایل قرن نوزدهم تا اواخر قرن نوزدهم بر سیستان به پایتختی چخانسور در قلعه ابراهیم‌خان سنجرانی حکومت می کرد. این خاندان تمام طول حکومت خود را وفادار و تابع دولت خانات کلات بود. قلعه ابراهیم خان سنجرانی متعلق به سران سنجرانی گزارش شده است.

## مردم شناسی

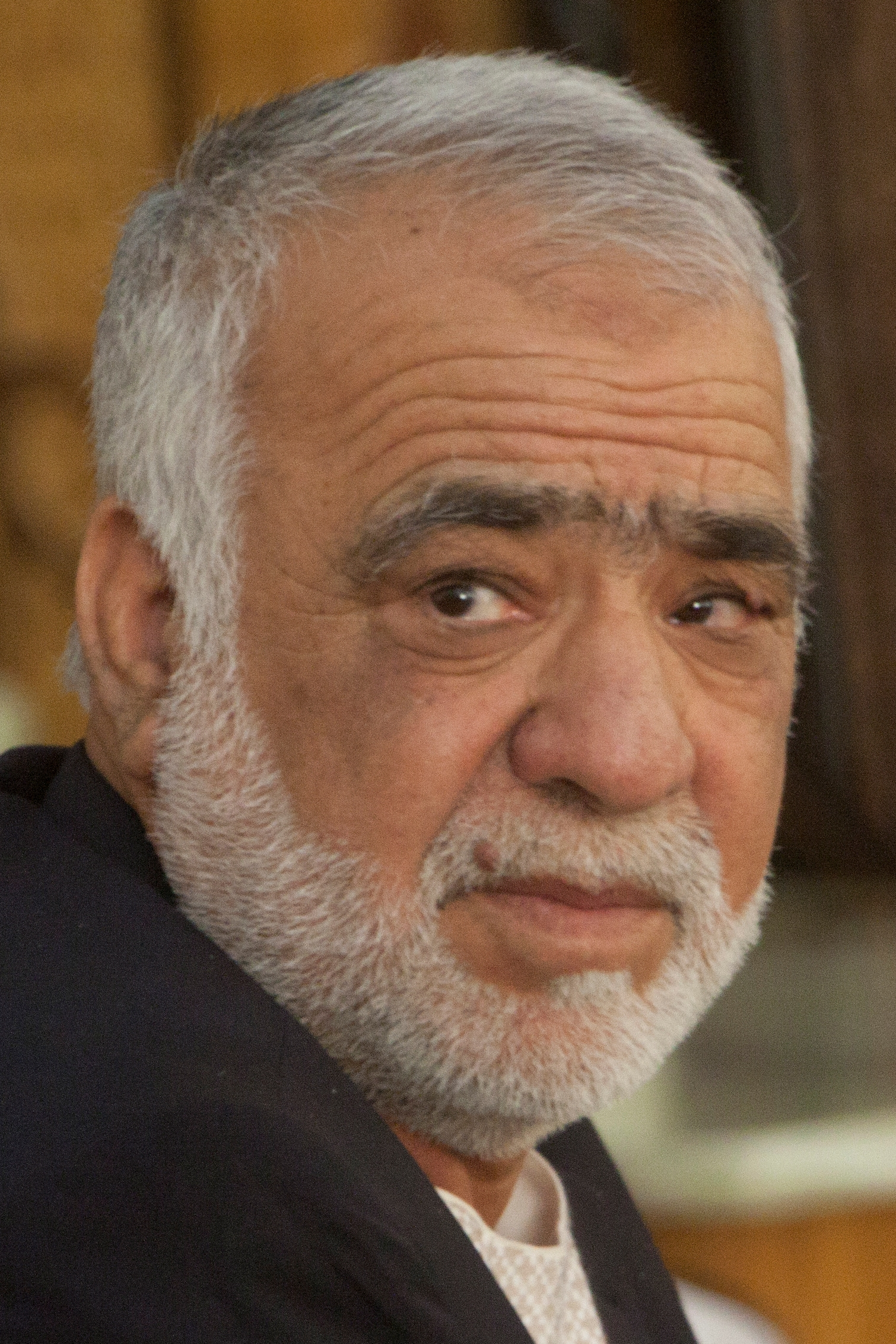
نعیم بلوچ، والی پیشین ولایت هلمند

گفته می‌شود جمعیت بلوچ ها در افغانستان تقریباً ۶۰۰٬۰۰۰ نفر است که ۴۰۰٬۰۰۰ بلوچی زبان و ۲۰۰٬۰۰۰ براهویی زبان هستند. بیشتر این بلوچها در جنوب افغانستان زندگی می‌کنند. بلوچی زبان ها بیشتر در ولایت نیمروز و براهویی زبا نها عمدتاً ساکن ولایت قندهار هستند. در هلمند، بلوچ زبان‌ها و براهویی زبان‌هایِ بلوچ با هم زندگی می‌کنند. بلوچ‌ها در سایر مناطق افغانستان به زبان پشتو و فارسی دری صحبت می‌کنند.

## فرهنگ و هنر

### صنایع دستی
قالیبافی و سوزن دوزی بلوچی از حرفه های رایج در میان بلوچ‌های افغانستان است. قالیچه های بلوچی و کف پوش های بلوچی اغلب در بازار محلی هرات و بازار جهانی به فروش می رسد.سوزن دوزی و صنایع دستی هنر زنان بلوچ در افغانستان است. زنان بلوچ لباس هایی به نام «زی آستین و گوپتان» می پوشند که بر روی آن نقوش سوزن دوزی و گلدوزی بلوچی طراحی شده است.
نگهداری و پرورش شتر و نیز برگزاری مسابقات شترسواری در ولایت نیمروز در بین بلوچ ها رواج دارد.